# Apache Incubator
Apache Incubator — шлюз для проектов с открытым исходным кодом, которые должны стать полноценными проектами Apache Software Foundation.
Проект «Инкубатор» был создан в октябре 2002 года для обеспечения доступа к Apache Software Foundation для проектов и баз кода, желающих стать частью усилий Фонда. Все пожертвования кода от внешних организаций и существующих внешних проектов, желающих перейти на Apache, должны поступать через инкубатор.
Проект Apache Incubator, с одной стороны, служит временным контейнерным проектом до тех пор, пока проект инкубации не будет принят, и не станет проектом верхнего уровня Apache Software Foundation или не станет подпроектом соответствующего проекта, такого как Jakarta Project или Apache XML. С другой стороны, проект «Инкубатор» документирует, как работает Фонд, и как добиться успеха в его рамках. Это означает документирование процесса, ролей и политик в Apache Software Foundation и его проектах-членах.